# Cantone di Valderiès
Il Cantone di Valderiès era una divisione amministrativa dell'arrondissement di Albi.
È stato soppresso a seguito della riforma complessiva dei cantoni del 2014, che è entrata in vigore con le elezioni dipartimentali del 2015.
Comprendeva i comuni di:
- Andouque
- Crespin
- Crespinet
- Saint-Grégoire
- Saint-Jean-de-Marcel
- Saussenac
- Sérénac
- Valderiès